# Calida
Calida est une entreprise suisse leader en matière de lingerie.
En 2005, Calida rachète la marque Aubade.
En 2014, Calida prend le contrôle du groupe français de vêtements de sport et d'équipement de plein air Lafuma qui regroupe les marques telles que Millet, Eider ou Oxbow.
En 2014 Calida a bouclé son exercice sur un bénéfice net de 23,6 millions de francs suisses (22,2 millions d'euros), representant une hausse de plus de 122,6 % par rapport à l'année 2013. Cette forte croissance est liée à l'acquisition du groupe français Lafuma,
Calida est organisé en 5 divisions : 
- la division Calida à Sursee (Suisse)
- la division Aubade à Paris (France)
- le Millet Mountain Group avec les 3 marques : Millet , Eider et Lafuma Outdoor à Annecy (France)
- la division Mobilier à Anneyron (France) sous la marque Lafuma Mobilier
- la division Oxbow à Bordeaux (France)

## Actionnaires
Liste des principaux actionnaires au 23 août 2021.
| Kellenberger (famille)                       | 34,1% |
| Veraison Capital                             | 15,0% |
| Vontobel Asset Management                    | 7,09% |
| Zürcher Kantonalbank (Investment Management) | 5,09% |
| UBP-Gestion Institutionnelle                 | 2,32% |
| Dimensional Fund Advisors                    | 1,31% |
| UBS Asset Management Switzerland             | 0,97% |
| Crédit Suisse Asset Management (Schweiz)     | 0,79% |
| Genthod Global Wealth Management (Geneva)    | 0,64% |
| Valiant Bank                                 | 0,58% |